# باتريسيا رايت
باتريسيا رايت (بالإنجليزية: Patricia Wright)‏ هي عالمة الإنسان أمريكية، ولدت في 10 سبتمبر 1944 في Doylestown, Pennsylvania ‏ في الولايات المتحدة.